# Simonfa
Simonfa é um município da Hungria, situado no condado de Somogy. Tem 11 km² de área e sua população em 2019 foi estimada em 345 habitantes.